# Indian Hills (Kentucky)
Indian Hills é uma cidade localizada no estado americano de Kentucky, no Condado de Jefferson.

## Demografia
Segundo o censo americano de 2000, a sua população era de 2882 habitantes.
Em 2006, foi estimada uma população de 3134, um aumento de 252 (8.7%).

## Geografia
De acordo com o United States Census Bureau tem uma área de
5,1 km², dos quais 5,1 km² cobertos por terra e 0,0 km² cobertos por água. Indian Hills localiza-se a aproximadamente 2121 m acima do nível do mar.

## Localidades na vizinhança
O diagrama seguinte representa as localidades num raio de 4 km ao redor de Indian Hills.